# عبد الغني زعلان
عبد الغني زعلان من مواليد 1964 بسوق أهراس، رجل إدارة جزائري، خريج المدرسة الوطنية للإدارة. تقلد عدة مناصب في الدولة قبل أن يُعَيَّن وزيرًا للنقل.

## الوظائف التي شغلها
عبد الغني زعلان متخرج من المدرسة الوطنية للإدارة (دفعة 1987) حاصل على دراسات عليا بالإدارة والتنمية، وحائز على ماجستير في التنمية سنة 2007، عدى ذلك فهو متحصل على شهادات عليا في عدة تخصصات. تقلد عدة مناصب منها رئيسا للديوان بولاية سوق أهراس، ورئيسا لعدة دوائر وأمينا عاما ببعض الولايات وكذا واليا بأم البواقي وبشار، وآخرها وهران.

## مديرا للحملة الانتخابية لبوتفليقة
في 2 مارس 2019 عينه المترشح عبد العزيز بوتفليقة، مديرا لحملته الانتخابية لرئاسيات 18 أبريل 2019، خلفا للسيد عبد المالك سلال.

## المتابعة القضائية في قضايا فساد
في 16 ماي 2019 مثل وزير النقل السابق عبد الغني زعلان أمام وكيل الجمهورية بمحكمة سيدي أمحمد بالعاصمة في قضايا فساد.وكان عبد الغني زعلان وزير قد تم سماعه من طرف الدرك الوطني، بباب الجديد في العاصمة في اطار قضية علي حداد.
و قد بدأ القضاء الجزائري منذ مايو 2019 استدعاء رجال أعمال وشخصيات كانت تشغل مناصب في أعلى هرم السلطة، للتحقيق معهم والاستماع لشهاداتهم، كما قرّر إيداع بعض منهم السجن على غرار الملياردير يسعد ربراب والإخوة كونيناف، المقربين من الرئيس عبد العزيز بوتفليقة، وكذلك مموّل حملاته الانتخابية، رجل الأعمال الشهير علي حداد، إذ يواجه هؤلاء تهماً تتعلق بالاستفادة من امتيازات وقروض كبيرة دون ضمانات، إلى جانب إجراء تحويلات مالية مشبوهة وتهريب أموال من العملة الصعبة نحو الخارج بطرق غير قانونية.
في 27 ماي 2019، في بيان للنيابة العامة للمحكمة العليا أنه تم إحالة ملف التحقيق الابتدائي من قبل السلطة الضبطية القضائية للدرك الوطني لـ 12 مسؤولا ساميا على مستوى المحكمة العليا.
وتتضمن القائمة كل من الوزير الأول الأسبق، عبد المالك سلال، الوزير الأول السابق أحمد أويحيى، وزير النقل السابق عبد الغني زعلان، وزير النقل الأسبق عمار تو، وزير النقل الأسبق طلعي بوجمعة، وزير المالية الأسبق كريم جودي، ووزير التجارة الأسبق عمارة بن يونس، وزير الفلاحة السابق عبد القادر بوعزقي، وزير النقل السابق عمار غول، وزير الصناعة الأسبق، عبد السلام بوشوارب، والي العاصمة السابق عبد القادر زوخ، والي ولاية البيض خنفار محمد جمال.
في 12 جوان 2019، و عند مواجهته بتهم ثقيلة تتعلق بالفساد، أمر القاضي المحقق بالمحكمة العليا، بوضع الوزير عبد الغني زعلان تحت الرقابة القضائية وسحب جواز سفره الدبلوماسي والعادي.

## روابط خارجية
- (بالعربية) موقع وزارة النقل والاشغال العمومية الجزائرية
- مقال من جريدة البلاد الجزائرية تتكلم عن تنصيب الوزير الجديد عبد الغني زعلان
- وكالة الأنباء الجزائرية